# Étage collinéen
 (août 2025).

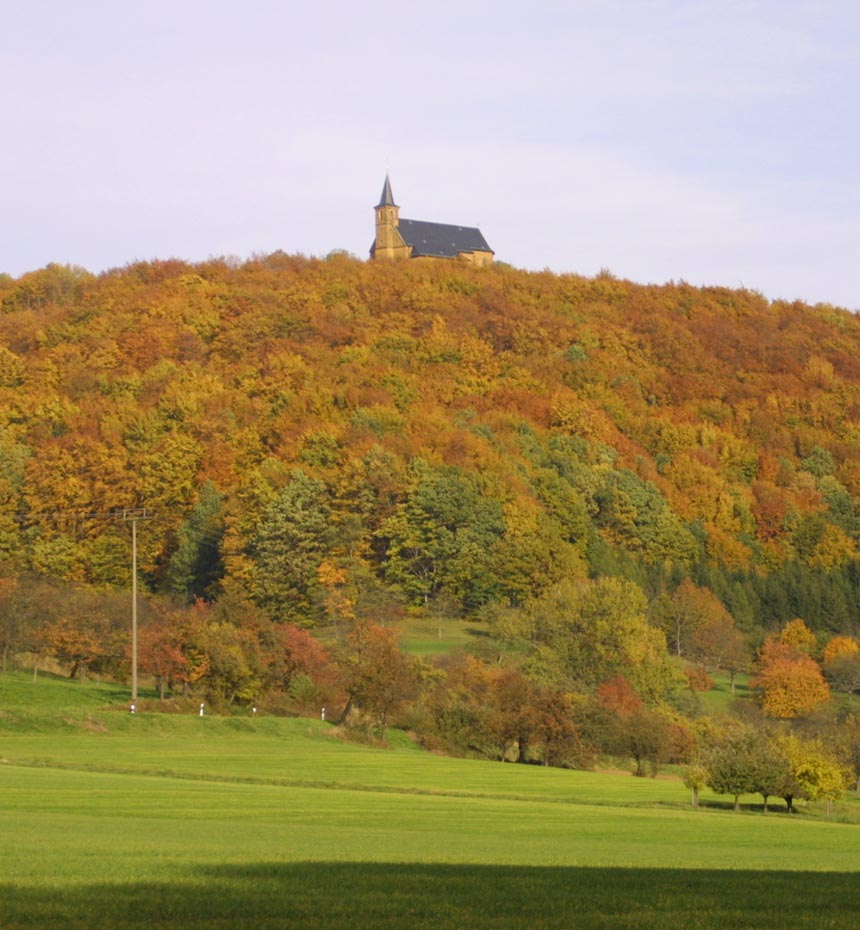
Étage collinéen dans le massif bavarois.

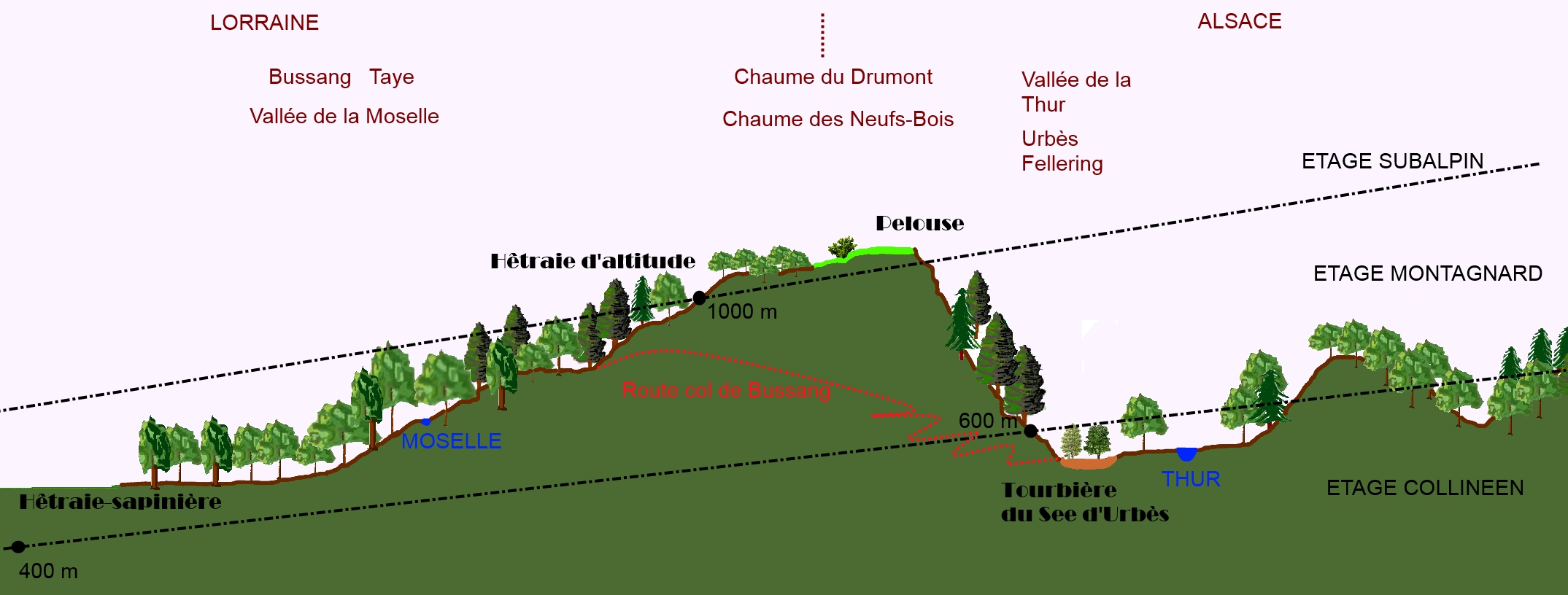
Différents étage de végétation dans le massif des Vosges.

Dans les massifs montagneux de la région eurosibérienne, l'étage collinéen est le premier étage de végétation qui se rencontre lors de la montée en altitude marqué par une diminution de la température (gradient thermique qui est en moyenne de 0,5°C par 100 mètres). Il est aussi fonction du climat et de l'ensoleillement, par exemple :
- sous 400 à 500 m dans les Vosges ;
- entre 500 et 800 m dans les Pyrénées ;
- entre 500 et 800 m dans les Alpes.

Dans un massif à plusieurs étages, c'est souvent celui qui se rencontre à la base ou le plus bas. Il est précédé de l'étage planitiaire (où les conditions écologiques dans les plaines sont favorables à la formation de prairies et de forêts caducifoliées mélangées) et est suivi par l'étage montagnard.
Il correspond globalement aux zones dites de basse montagne.

## Flore
Zone d'extension des espèces à feuilles caduques (feuillus) dans les zones tempérées : chênaie, hêtraie, châtaigneraie.

## Faune
Faune des forêts de feuillus. 

Représentation schématique des différents étages de végétation dans les Alpes.
Principaux étages de végétation dans les Pyrénées : mousses et lichens à l'étage nival, prairies à l'étage alpin, pins à crochets à l'étage subalpin, sapins et hêtres à l'étage montagnard puis chênes et châtaigniers à l'étage collinéen.
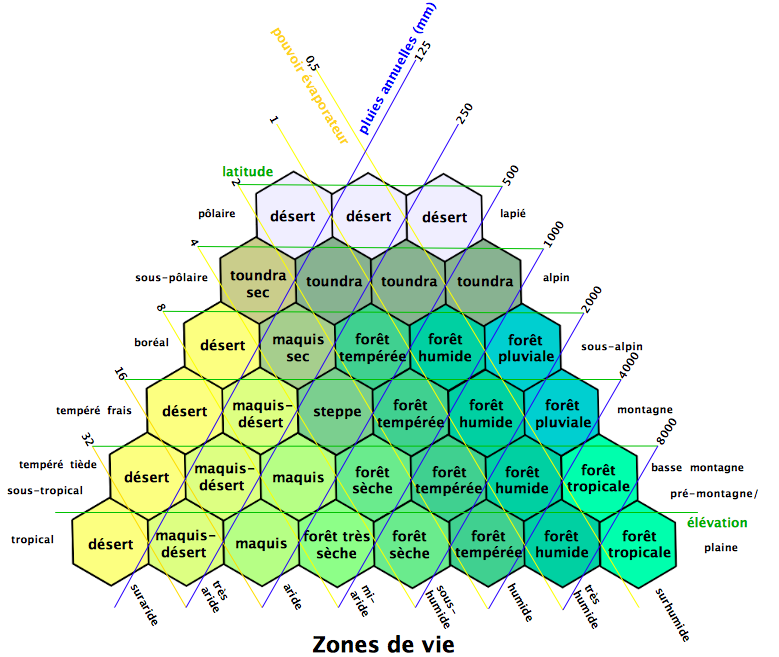
Influence combinée des facteurs géographiques climatiques sur les écosystèmes (en réalité les écosystèmes influent aussi rétroactivement sur le climat et produisent du relief, sur le très long terme).